# Sparganothini
De Sparganothini zijn een geslachtengroep van vlinders in de onderfamilie Tortricinae van de familie bladrollers (Tortricidae).

## Taxonomie
De groep bevat de volgende geslachten:

- Aesiocopa Zeller, 1877
- Amorbia Clemens, 1860
- Amorbimorpha Kruse, 2012
- Anchicremna Meyrick, 1926
- Cenopis Zeller, 1875
- Circanota Brown, 2014
- Coelostathma Clemens, 1860
- Lambertiodes Diakonoff, 1959
- Niasoma Busck, 1940
- Paramorbia Powell & Lambert in Powell, 1986
- Platynota Clemens, 1860
- Rhynchophyllis Meyrick, 1932
- Sparganocosma Brown, 2013
- Sparganopseustis Powell & Lambert in Powell, 1986
- Sparganothina Powell, 1986
- Sparganothis Hübner, 1825
- Sparganothoides Lambert & Powell in Powell, 1986
- Spatalistiforma Skalski, 1992
- Syllonoma Powell, 1985
- Synalocha Powell, 1985
- Synnoma Walsingham, 1879

1. ↑  Sparganothini Genus Informatie BioLib. biolib.cz. Geraadpleegd op 11 december 2023.